# Bruce Murray
Bruce Murray (* 25. Januar 1966 in Germantown (Maryland)) ist ein ehemaliger US-amerikanischer Fußballstürmer.
Er spielte an der Universität Fußball und wurde 1985 Nationalspieler für die USA. 1988/89 spielte er ein Jahr in der Schweiz beim FC Luzern und von 1993 bis 1995 bei Millwall in England.
Bei der Fußball-Weltmeisterschaft 1990 gehörte er zur Stammelf der USA. Im Spiel gegen Österreich gelang ihm ein WM-Tor. Von 1985 bis 1993 spielte er 86-mal für die US-Nationalmannschaft und schoss dabei 21 Tore. Mit dem US-amerikanischen Futsalteam belegte er 1989 bei der ersten Futsal-Weltmeisterschaft den dritten Rang.